# あさのりじ
あさの りじ（1938年3月5日 - 2000年11月9日）は、日本の漫画家、イラストレーター、デザイナー。愛知県出身。東京学芸大学美術学科卒。浅野利治、浅野りじとも表記される。オリジナル漫画の他、コミカライズや、児童向けの学習本の著作がある。

## 作品リスト
- 光速エスパー
- まんが教室
- 空カン全集
- 発明ソン太
- いじわるクイズ教室
- 日本のひみつ探検
- 電車・機関車のひみつ

## 関連人物
- 尾瀬あきら - 1960年代中頃にアシスタントをしていた。